# Konfetti (Film)
Konfetti (Alternativtitel: Konfetti. Das lustige Abenteuer) ist eine österreichische Verwechslungskomödie von Hubert Marischka aus dem Jahr 1936.

## Inhalt
Faschingsdienstag: Während Verkäuferin Franzi bereits mehrere Nächte durchgetanzt hat und ihre Arbeitszeit zum Schlafen nutzt, ist Hanni Gruber als „braves Mädchen“ nicht ein Mal feiern gewesen, sondern kümmert sich lieber um den Verkauf von Puppen und Stoff. Der kleine Angestellte Kümmelmann ist heimlich in Hanni verliebt und organisiert zwei Karten für die Redoute, den größten Kostümball der Stadt. Er lädt Hanni ein, die sich auf seine Verantwortung hin das teuerste Kleid des Geschäfts und Schmuck „leiht“. Beide verabreden sich für den Abend auf dem Ball.
Professor Vinzenz Kornmeier muss ebenfalls auf die Redoute, da er dort seinen Verleger treffen soll. Dieser will ein Buch Kornmeiers herausbringen und den Vertragsschluss in einer Loge des Festsaales tätigen. Kornmeiers Frau Ida jedoch ist misstrauisch und begleitet ihren Mann.
Misstrauisch ist auch die Frau von August Sommerbauer, der der Chef von Kümmelmann und Hanni ist. Sommerbauer will sich eigentlich mit Freunden auf der Redoute treffen und feiern, gibt vor seiner Frau jedoch vor, nach St. Pölten auf Geschäftsreise zu gehen. Sie begleitet ihn prompt zum Zug und wartet, bis er losgefahren ist – unerkannt gelingt es Sommerbauer, vom fahrenden Zug zu springen und heimlich zur Redoute zu gehen.
Hier sieht er Hanni in dem geliehenen Kleid, erkennt sie jedoch nicht. Die flieht vor ihm in eine Loge, die dem bekannten Sportflieger Helmut von Sörensen gehört. Sie gibt sich als seine Frau aus und Sörensen, der kurz darauf erscheint, verbirgt vor ihr seine wahre Identität. Vor der Loge hat sich Sommerbauer postiert, der die Diebin entlarven will, sodass Hanni nicht gehen kann und ihr Identitätsversteckspiel vor Sörensen immer weiter treiben muss. In der Nachbarloge hat inzwischen Kornmeier den Vertrag unterschrieben, der besagt, dass er seinem Buch noch einige wenige Kapitel hinzufügen muss. Sommerbauer kennt Ida von einem Arztbesuch und ist, als er auf der Suche nach der Kleiddiebin in die Loge Kornmeiers schaut, nun gezwungen, mit Ida zu tanzen. Als Sörensen die Loge kurz zum Bezahlen verlässt, bittet Hanni den allein zurückgebliebenen Kornmeier, sich als ihr Mann Sörensen auszugeben, damit sie vor dem wahren Sörensen, der sich als Detektiv ausgegeben hat, fliehen kann. Kornmeier, von der Vertragsunterzeichnung glückselig, stimmt dem zu und muss Hanni bald darauf auch ins Taxi und zu Sörensens Villa begleiten, da der wahre Sörensen beiden folgt – die wiederum wollen verhindern, dass der Schwindel um das falsche Ehepaar Sörensen offensichtlich wird.
Bei Sörensen angekommen, lässt sogar der Diener des Fliegers das Paar auf einen Wink des echten Sörensen eintreten. Sörensen wiederum gibt vor, eine Autopanne zu haben und telefoniert in seiner Wohnung, steckt sich gewohnheitsmäßig Zigaretten ein und gilt nun in den Augen von Hanni und Kornmeier als Dieb. Hanni vertraut Kornmeier panisch ihren geliehenen Schmuck an. Nachdem Kornmeier heimlich gegangen ist, um die Polizei wegen des Diebes Sörensen zu benachrichtigen, und Hanni Sörensen dazu zwingt, seine Taschen zu leeren, entdeckt Sörensen ihr endlich seine wahre Identität. Beide tanzen, doch als Sörensens Diener ungefragt ein Bett für beide herrichtet, flieht Hanni enttäuscht. Kornmeier erstattet wegen des Diebes Anzeige bei der Polizei, die jedoch nur den echten Sörensen in seinem eigenen Haus vorfindet.
Kornmeiers Frau verlässt ihren Mann, da sie den geborgten Schmuck bei ihm findet und Kornmeier zudem am Vortag mit Hanni hat verschwinden sehen. Sie schließt vor dem Gehen jedoch den Schmuck in einen Schrank ein. Den wiederum bricht Kümmelmann im Beisein von Kornmeier auf, der eine Vorladung der Polizei erhält. Grund: Irreführung der Polizei im Fall Sörensen.
Hanni ist mit dem Kleid in der Nacht gestürzt, sodass es nun verschmutzt und zerrissen ist. Sie wird wegen des kaputten Kleides entlassen, das jedoch kurz darauf Sörensen kauft, der nun endlich weiß, wer die unbekannte Frau am Vorabend war. Kümmelmann wiederum setzt nun alles daran, beide zu verkuppeln, macht er sich wegen der ganzen Vorkommnisse doch selbst Vorwürfe. Am Ende werden alle vor Gericht vorgeladen, da Kornmeier seine Unschuld beweisen will. Keiner jedoch steht ihm bei: Sommerbauer sagt aus, er wäre in St. Pölten gewesen und nicht auf der Redoute und seine Frau bestätigt es, hat sie ihn doch im Zug wegfahren sehen. Der Diener Sörensens kann beschwören, dass der einzige fremde Mann in Sörensens Villa Kornmeier selbst gewesen ist und nicht etwa ein Dieb, wie von ihm behauptet. Und Kümmelmann, der von Kornmeier während der Verhandlung aufgefordert worden war, endlich still zu sein, setzt diese Forderung prompt bei der Befragung um. Am Ende wird Kornmeier für verrückt erklärt und in eine Psychiatrie gewiesen – er zeigt sich hocherfreut, da er nun endlich seinen Roman fertig schreiben kann. Sörensen und Hanni kommen nach all den Missverständnissen durch Kümmelmanns Vermittlung endlich zusammen.

## Produktion
Die Premiere des Films fand am 9. April 1936 im Berliner Atrium statt. Österreichische Erstaufführung war am 4. September 1936 in Wien.

## Kritik
Das Lexikon des internationalen Films bezeichnete Konfetti als „harmlos unterhaltsame Komödie, etwas zu dürftig, um das erstmalige Zusammentreffen der damals drei beliebtesten österreichischen Komik-Spezialisten Moser-Slezak-Romanowsky angemessen zur Geltung zu bringen.“